# 97 a.C.

## Eventos
- Cneu Cornelio Lêntulo e Públio Licínio Crasso, cônsules romanos.[1]
- Lúcio Valério Flaco e Marco Antônio, censores romanos, completaram o 65o lustrum.[1]